# Tom Trick (musikgrupp)
Tom Trick var ett svenskt rockband som bildades 1979. Medlemmar i bandet var Ulf Kjell Gür (sång), Nisse Carlsson (gitarr), Arne Arvidson (gitarr), Badde Abrahamsson (bas), Nils Reuterswärd (trummor) samt även Roland Sterling (bas), Gunnar Forselius (trummor), Mats Lindegren (trummor). Tom Trick medverkade bland annat i tv-programmet AB Svensk Rock samt radioprogrammen Tonkraft och Onsdagsbiten. Bandet splittrades 1983.
Tom Trick var även svenskt namn på seriefiguren och serien Brick Bradford och antagligen därifrån man fått namnet på gruppen.

## Diskografi
- Suddiga profilen/Achtung (1980) (singel) producerad av Steve Martin      CBS
- Nya äventyr i tid å rum (1981) (LP)      producerad av Steve Martin        CBS
- Reaktioner/Rosita faller (1981) (singel) producerad av Mikael Rickfors CBS
- Mini-LP (1982)                           producerad av John Holm Metronome